# Saint-Bihy

Saint-Bihy este o comună în departamentul  Côtes-d'Armor, Franța. În 1 ianuarie 2022 avea o populație de 261 de locuitori.